# 泥土 (小說)
《泥土》（Clay），愛爾蘭作家詹姆斯·喬伊斯的短篇小說，收錄在1914年出版的短篇小說集《都柏林人》（Dubliners）。
故事內容敘述一名酗酒婦女瑪麗亞（Maria）跟她的養子喬（Joe）與阿爾菲慶祝萬聖節。乔常認為：“妈妈是妈妈，可是瑪麗亞才是我真正的母亲。”瑪麗亞在唱聖歌時唱錯了兩遍，但沒有人糾正她。故事結尾描述著喬如何看待瑪麗亞的表現。